# Eskender
Eskender, död 1494, var kejsare av Etiopien mellan 1478 och 1494.